# Michaela Blyde
Michaela Blyde (nascuda el 29 de desembre de 1995) és una jugadora professional de rugbi a 7 de Nova Zelanda i una doble medalla d'or olímpica. Va ser la primera jugadora femenina que va guanyar consecutivament els títols de Jugadora de l'Any del World Rugby Sevens, el 2017 i el 2018. Té el rècord de més assajos d'una jugadora de set femenina de Nova Zelanda en un sol partit (sis contra Sri Lanka als Jocs de la Commonwealth de 2022) i també el rècord de més assajos en un sol partit quan va anotar cinc assajos contra Anglaterra a Langford el 2017. Ha guanyat medalles d'or als Jocs Olímpics de París de 2024, els Jocs Olímpics de Tòquio de 2020, la Copa del Món de Sevens de 2018, els Jocs de la Commonwealth de 2018 i sis títols de Sevens. El desembre de 2023 va ser la segona dona que va anotar 200 assajos a les set sèries internacionals d'HSBC.

## Carrera
Quan era jove, els seus pares la van animar a ella i als seus germans a jugar al seu club de rugbi local, Clifton. "El rugbi va ser el meu primer esport quan tenia cinc anys, però quan vaig arribar a l'edat en què havíem de començar a fer front, vaig tenir una mica de por de jugar amb els nois" i així va passar als vuit anys a jugar a futbol. Va començar a jugar-hi de nou l'any 12 a l'escola secundària, encara que el futbol era la seva primera prioritat.
L'any 2012, la Unió de Rugbi de Nova Zelanda va organitzar una campanya "Go for Gold" per identificar talents amb potencial per representar Nova Zelanda a la competició Sevens als Jocs Olímpics de Rio. Cherie Blyde, que en aquell moment estava emprada per Taranaki Rugby com a oficial de desenvolupament de rugbi, va fer que la seva filla que acabava de començar a jugar al rugbi assistís a una de les proves obertes.
A la prova, se li va sotmetre a diverses activitats d'avaluació de la forma física, les habilitats de rugbi i el caràcter. Blyde estava molt involucrada en jugar a futbol en aquell moment i es va molestar quan l'assistència a una segona prova significava perdre's un torneig de futbol. Dels 800 que van assistir, Blyde juntament amb Gayle Broughton i Lauren Bayens de Taranaki es trobaven entre els 30 considerats prometedors que van assistir a un camp d'entrenament a Waiouru a mitjan 2012.
Al llarg de la Women's World Sevens Series 2017-2018, Blyde va anotar 27 assajos i va ser nomenada Jugadora de l'any de World Rugby Women's Sevens el 2018, convertint-se en la primera jugadora femenina a guanyar-la no només dues vegades, sinó en anys consecutius.
El 2018, va guanyar medalles d'or tant als Jocs de la Commonwealth com a la Copa del Món de Rugbi a 7. En aquest últim va anotar més assajos (nou) i més punts. A la final de la Copa del Món, Blyde va anotar tres assajos com a part de la seva contribució a la victòria de Nova Zelanda per 29-0 a França.
Als Jocs Olímpics de Tòquio del 2021, va anotar set assajos en cinc partits, inclosa la final, que va guanyar Nova Zelanda, i li va valer una medalla d'or. Medalla que va tornar a guanyar un cop més als Jocs Olímpic de París de 2024.

## Vida personal
Després de graduar-se, va estudiar per obtenir un certificat en cura d'animals a l'Otago Polytechnic a Dunedin. El 2014 va començar una llicenciatura en esport i exercici per correspondència a la Universitat de Massey. Els seus germans menors, Liam i Cole eren jugadors de rugbi a l'acadèmia amb Taranaki, Liam va ser seleccionat per a un projecte de desenvolupament per a l'equip masculí Sevens abans de jugar als Taranaki Bulls el 2021.

## Premis i reconeixements
- 2017, Canada Sevens Langford dream team.[11]
- 2017, Jugadora de l'any del World Rugby Women's Sevens.[12]
- 2018, Jugadora de l'any del World Rugby Women's Sevens.[12]
- 2018, Premis esportius Taranaki a l'esportista de l'any.[13]
- 2019, jugadora de seguiment del rendiment de les set femenins australians de la ronda.[14]
- 2021, persona de l'any segons la Taranaki Daily juntament amb Gayle Broughton.[15]
- 2023, membre de l'equip del somni femení de rugbi a set d'aquells anys.[16]